# Azeta ceramina
Azeta ceramina är en fjärilsart som beskrevs av Jacob Hübner 1806. Azeta ceramina ingår i släktet Azeta och familjen nattflyn. Inga underarter finns listade i Catalogue of Life.